# Kasper Hämäläinen
Kasper Hämäläinen (Turku, 8 agosto 1986) è un ex calciatore finlandese, di ruolo centrocampista.

## Palmarès

### Club

#### Competizioni nazionali
- Campionato polacco: 2

Lech Poznan: 2014-2015
Legia Varsavia: 2017-2018
- Supercoppa di Polonia: 1

Lech Poznan: 2015
- Coppa di Polonia: 1

Legia Varsavia: 2017-2018